# Opel Slalom
De Opel Slalom was een conceptwagen van het Duitse automerk Opel in samenwerking met het Italiaanse designbureau Bertone. In 1996 werd de wagen voorgesteld aan het publiek tijdens het Autosalon van Genève.
De Slalom maakte gebruik van een 2.0 liter 16v turbomotor met vierwielaandrijving, een motor die reeds gebruikt werd in de Opel Calibra. In deze wagen haalde hij een topsnelheid van 245 km/u en de sprint van 0-100 km/u legde hij af in 6,8 seconden.